# Irene Uchida
Irene Ayako Uchida (8 de abril de 1917 - 30 de julio de 2013) fue una científica e investigadora del síndrome de Down canadiense.

## Biografía
Nacida en Vancouver, donde inicialmente estudió literatura inglesa en la Universidad de Columbia Británica. De niña y adolescente tocaba el violín y el piano, y fue descrita como "saliente" y "social". Ella visitó a su madre y hermana que estaban en Japón en ese entonces, y fue capaz de coger un barco desde Japón antes del ataque japonés a Pearl Harbor en diciembre de 1941.
En 1944 continuó sus estudios en la Universidad de Toronto donde quería obtener un título de maestría en trabajo social. Sus profesores la animaron a seguir una carrera en genética, y como resultado completó un doctorado en genética humana en la Universidad de Toronto en 1951 y trabajó en el Hospital para Niños Enfermos de Toronto. En el Hospital para Niños Enfermos estudió a gemelos y niños con síndrome de Down. En la década de 1960 ayudó a identificar la relación entre los rayos X y los defectos de nacimiento en mujeres embarazadas.
En 1960 se convirtió en la directora del Departamento de Genética Médica en el Hospital de Niños de Winnipeg y en profesora en la Universidad de Manitoba (Biblioteca Nacional de Canadá y Archivos Nacionales de Canadá, 1997).
En 1993, fue nombrada Oficial de la Orden de Canadá por "la investigación sobre la radiación y las anormalidades de los cromosomas humanos [que] ha hecho una contribución notable a la ciencia médica".